# Astereae
Astereae je biljno pleme u familiji Asteraceae koje obuhvata jednogodišnje, dvogodišnje i višegodišnje biljke, grmlje, grmlje i drveće. Oni se nalaze prvenstveno u umerenim regionima sveta. Biljke unutar ovog plemena prisutne su skoro širom sveta podeljene u preko 250 rodova i više od 3.100 vrsta, što ga čini drugim najvećim plemenom u porodici iza Senecioneae.
Taksonomija plemena Astereae je dramatično promenjena nakon što su i morfološki i molekularni dokazi sugerisali da veliki rodovi kao što je Aster, kao i mnogi drugi, moraju biti razdvojeni u nekoliko rodova ili pomereni kako bi bolje odražavali odnose biljaka. Rad R. D. Nojesa i L. H. Riseberga je pokazao da većina rodova unutar plemena u Severnoj Americi zapravo pripada jednoj kladi, što znači da imaju zajedničkog pretka. Ovo se naziva severnoamerička klada. Gaj L. Nesom i Harold E. Robinson su bili uključeni u nedavni rad i nastavljaju da rekategorizuju rodove unutar plemena širom sveta.

## Podplemena
Prema podacima iz oktobra 2022. godine, pleme Astereae je podeljeno u 36 prihvaćenih podplemena.
- Afroasterinae G.L.Nesom
- Asterinae (Cass.) Dumort.
- Astranthiinae G.L.Nesom
- Baccharidinae Less.
- Bellidinae Willk.
- Boltoniinae G.L.Nesom
- Brachyscominae G.L.Nesom
- Celmisiinae Saldivia
- Chaetopappinae G.L.Nesom
- Chamaegerinae G.L.Nesom
- Chiliotrichinae Bonif.
- Chrysopsidinae G.L.Nesom
- Conyzinae Horan.
- Denekiinae G.L.Nesom
- Doellingeriinae G.L.Nesom
- Egletinae G.L.Nesom
- Eschenbachiinae G.L.Nesom
- Formaniinae G.L.Nesom
- Geissolepinae G.L.Nesom
- Grangeinae Benth.
- Gutiereziinae G.L.Nesom
- Homochrominae Benth.
- Ionactinae G.L.Nesom
- Iranoasterinae G.L.Nesom
- Lagenophorinae G.L.Nesom
- Machaerantherinae G.L.Nesom
- Madagasterinae G.L.Nesom
- Mairiinae G.L.Nesom
- Nannoglottidinae G.L.Nesom
- Oclemininae G.L.Nesom
- Oritrophiinae G.L.Nesom
- Pentachaetinae G.L.Nesom
- Printziinae G.L.Nesom
- Pteroniinae G.L.Nesom
- Solidagininae O.Hoffm.
- Symphyotrichinae G.L.Nesom

## Izabrani rodovi
- Acamptopappus (A.Gray) A.Gray
- Achnophora F. Muell.
- Almutaster Á.Löve & D.Löve
- Amellus L.
- Ampelaster G.L.Nesom
- Amphiachyris (DC.) Nutt. – broomweed
- Amphipappus Torr. & A.Gray
- Aphanostephus DC. – Lazydaisy
- Arida (R.L.Hartm.) D.R.Morgan – desert tansy-aster
- Aster L.
- Astranthium Nutt. – western-daisy
- Baccharis L.
- Bellis L. – daisy
- Bellium L.
- Benitoa D.D.Keck
- Bigelowia DC. – rayless-goldenrod
- Boltonia L'Hér. – doll's-daisy
- Brachyscome Cass.
- Bradburia Torr. & A.Gray – goldenaster
- Brintonia Greene
- Callistephus Cass.
- Calotis R. Br.
- Camptacra N.T.Burb.
- Canadanthus G.L.Nesom
- Celmisia
- Centipeda Lour.
- Ceruana Forssk.
- Chaetopappa DC.
- Chiliotrichum Cass.
- Chloracantha G.L.Nesom
- Chrysocoma L.
- Chrysoma Nutt.
- Chrysopsis (Nutt.) Elliott
- Chrysothamnus Nutt. – rabbitbrush
- Columbiadoria G.L.Nesom
- Commidendrum DC.
- Conyza Less.
- Corethrogyne DC. – sandaster
- Crinitaria Cass.
- Croptilon Raf.
- Cuniculotinus Urbatsch, R.P.Roberts & Neubig – rock goldenrod
- Damnamenia Given
- Darwiniothamnus Harling
- Dichrocephala DC.
- Dichaetophora A.Gray
- Dieteria Nutt.
- Diplostephium Kunth
- Doellingeria Nees – tall flat-topped aster
- Eastwoodia Brandegee
- Egletes Cass – tropic daisy
- Ericameria Nutt. – goldenbush
- Erigeron L. – fleabane
- Eucephalus Nutt.
- Eurybia (Cass.) Cass.
- Euthamia (Nutt.) Cass.
- Felicia Cass.
- Formania  W.W.Sm. & J.Small
- Galatella Cass.
- Geissolepis B.L.Rob.
- Grangea Adans.
- Grindelia Willd. – gum-plant, resin-weed
- Gundlachia A.Gray – goldenshrub
- Gutierrezia Lag.
- Gymnosperma Less. – gumhead, sticky selloa
- Haplopappus
- Hazardia Greene – bristleweed
- Herrickia Wooton & Standl.
- Heterotheca Cass.
- Hysterionica Willd.
- Ionactis Greene  – ankle-aster
- Isocoma Nutt. – jimmyweed, goldenweed
- Kalimeris (Cass.) Cass.
- Kemulariella Tamamsch.
- Kippistia F. Muell. – fleshy minuria
- Lachnophyllum Bunge
- Laennecia Cass.
- Lagenophora Cass.
- Lessingia Cham.
- Lorandersonia Urbatsch et al. – rabbitbush
- Machaeranthera Nees
- Miyamayomena Kitam.
- Monoptilon Torr. & A.Gray – desertstar
- Myriactis Less.
- Neonesomia Urbatsch & R.P.Roberts – goldenshrub
- Nestotus Urbatsch, R.P.Roberts & Neubig  goldenweed, mock goldenweed
- Nolletia Cass.
- Oclemena Greene
- Olearia Moench
- Oligoneuron Small
- Oonopsis (Nutt.) Greene
- Oreochrysum (A.Gray) Rydb.
- Oreostemma Greene – mountaincrown
- Oritrophium (Kunth) Cuatrec.
- Pachystegia (Hook. f.) Cheeseman
- Pentachaeta Nutt. – pygmydaisy
- Peripleura (N. T. Burb.) G.L.Nesom
- Petradoria Greene – rock goldenrod
- Pleurophyllum Hook.f.
- Podocoma Cass.
- Polyarrhena Cass.
- Psiadia Jacq.
- Psilactis A.Gray
- Psychrogeton Boiss.
- Pteronia L.
- Pyrrocoma Hook. – goldenweed
- Rayjacksonia R.L.Hartm.
- Remya Hillebr. ex Benth. & Hook.f.
- Rhynchospermum Reinw.
- Rigiopappus A.Gray – wireweed
- Sericocarpus Nees – white-topped aster
- Sheareria S.Moore
- Solidago L.
- Stenotus Nutt. – goldenweed, mock goldenweed
- Symphyotrichum Nees
- Tetramolopium – Pamakani
- Thurovia Rose
- Toiyabea R.P.Roberts
- Tonestus A.Nelson – serpentweed
- Townsendia Hook.
- Tracyina S.F.Blake
- Triniteurybia Brou.
- Tripolium Nees
- Vittadinia A. Rich.
- Xanthisma DC. – sleepydaisy
- Xanthocephalum Willd.
- Xylorhiza Nutt. – woody-aster
- Xylothamia G.L.Nesom – desert goldenrod

Izvori: FNA, E+M, UniProt, NHNSW, AFPD

## Literatura
- Cassini, Alexandre de (1819). „XIIIe TRIBU. Les Astérées (Asteræ).”. Journal de Physique, de Chimie et d'Histoire Naturelle. Paris. 88: 195—196. J. Phys. Chim. Hist. Nat. Arts. Приступљено 2008-06-30.

## Spoljašnje veze
- Mediji vezani za članak Astereae na Vikimedijinoj ostavi
- Rečnička definicija za astereae na Vikirečniku
- List of genera, Astereae Working Group